# یابلانیتسا (کروشواتس)
یابلانیتسا (به صربی: Jablanica) یک منطقهٔ مسکونی در صربستان است که در کروشواتس واقع شده‌است. یابلانیتسا ۶۴۲ نفر جمعیت دارد.